# Zweitveröffentlichung
Der Begriff Zweitveröffentlichung beschreibt die parallele oder erneute Veröffentlichung eines wissenschaftlichen Beitrags, nachdem dieser in einem anderen Medium erstveröffentlicht ist. Ziel einer Zweitveröffentlichung ist meist die Zugänglichmachung von Artikeln, die in wissenschaftlichen Zeitschriften publiziert wurden, aber hinter einer Paywall nicht für alle zugänglich sind. Die Zweitveröffentlichung beschreibt den Grünen Weg des Open Access.
Prinzipiell können sowohl Monografien als auch Sammelbandbeiträge und Aufsätze zweitveröffentlicht werden. In der Praxis werden bisher meist eher Aufsätze auf privaten Homepages, Institutshomepages oder auf Dokumentenservern zweitveröffentlicht. Bei der veröffentlichten Artikelversion kann es sich dabei um die Originalversion handeln, meist ist es jedoch eine Postprint-Version, also die bei einer wissenschaftlichen Fachzeitschrift eingereichte, akzeptierte Version, die noch nicht das Verlagslayout erhalten hat.

## Zweitveröffentlichungsrecht in Deutschland
Das Zweitveröffentlichungsrecht ist in § 38 des Urheberrechtsgesetzes geregelt. Laut § 38 (1) UrhG steht jeder Autorin und jedem Autor das Recht zu, Werke, die in einer periodisch erscheinenden Sammlung (z. B. Fachzeitschrift) veröffentlicht wurden, nach einer Karenzzeit von 12 Monaten noch einmal öffentlich zugänglich zu machen. Dabei ist es unerheblich, ob die Autorin oder der Autor dem Verlag ein einfaches oder ausschließliches Nutzungsrecht eingeräumt hat. Da dieses Zweitveröffentlichungsrecht im Verlagsvertrag jedoch ausgeschlossen werden kann, wurde § 38 UrhG mit dem Ziel erweitert, mehr Rechtssicherheit für Urheber zu gewährleisten.
Im Oktober 2013 wurde dem § 38 UrhG der Artikel 4 angefügt, der seit 1. Januar 2014 in Kraft ist. Diese Novelle wurde damit begründet, die unentgeltliche Verfügbarmachung von wissenschaftlichen Ergebnissen im Rahmen von Open Access zu verbessern. Durch diese Regelung erhalten Autorinnen und Autoren das Recht, wissenschaftliche Beiträge als Zweitveröffentlichung zu publizieren, selbst wenn dieses Recht im Verlagsvertrag für die Erstpublikation nicht eingeräumt wurde. Für dieses Zweitveröffentlichungsrecht nach § 38 (4) UrhG müssen aber bestimmte Bedingungen erfüllt sein:
- Die Erstpublikation erschien in einer mindestens zweimal jährlich periodisch erscheinenden Sammlung.
- Die Erstpublikation beruhte auf Forschungsarbeiten, die mindestens zur Hälfte mit öffentlichen Mitteln gefördert wurde.
- Die Zweitveröffentlichung darf erst 12 Monate nach der Erstpublikation geschehen.
- Die Zweitveröffentlichung darf nicht zu gewerblichen Zwecken geschehen.
- In der Zweitveröffentlichung muss stets die Quelle der Erstpublikation genannt werden.
- Nur die vom Verlag begutachtete Manuskriptversion (Postprint) darf zweitveröffentlicht werden (also nicht die finale Verlagsversion).
- Das Zweitveröffentlichungsrecht beschränkt sich auf die Nutzungsform des öffentlichen Zugänglichmachens, also auf die Internetveröffentlichung.

Zusätzlich zu diesen Bedingungen muss für die Wahrnehmung des Zweitveröffentlichungsrechts nach § 38 (4) UrhG der Sitz des Verlags bzw. der Erscheinungsort der Erstpublikation beachtet werden, da sich hieraus normalerweise ableitet, welches Recht bei Streitigkeiten bezüglich der Zweitveröffentlichung gilt. Wenn beispielsweise für einen Publikationsvertrag US-amerikanisches Recht gilt und im Zweifelsfall ein Gericht in den USA angerufen wird, hätte das Zweitveröffentlichungsrecht höchstwahrscheinlich keinen Bestand. Unabhängig vom Sitz des Verlages und des Erscheinungsortes kann zwar deutsches Recht im Publikationsvertrag für die Erstpublikation vereinbart werden, infolgedessen das Zweitveröffentlichungsrecht greifen würde. Jedoch erscheint es kaum möglich, dass sich ausländische Verlage mit überlegener Verhandlungsmacht für dieses Verfahren entscheiden.
Obwohl sich § 38 (4) UrhG explizit auf wissenschaftliche Publikationen bezieht, ist es nicht so, dass eine wissenschaftliche Zweitveröffentlichung allein nach diesen Regelungen publiziert werden darf. Sie kann auch basierend auf § 38 (1) UrhG oder § 38 (2) UrhG publiziert werden, sofern die übrigen Voraussetzungen dieser Normen erfüllt sind. Dies kann zum Beispiel der Fall sein, wenn bezüglich einer Zweitveröffentlichung im Verlagsvertrag keine Beschränkung auf die Manuskriptversion enthalten ist.

## Zweitveröffentlichungspflicht in Baden-Württemberg
Im Landeshochschulgesetz von Baden-Württemberg findet sich in § 44, Absatz 6 ein Passus, der alle Hochschulen dazu aufruft, in ihren Satzungen ihre Wissenschaftler zur Zweitveröffentlichung zu verpflichten. Alle in wissenschaftlichen Zeitschriften (bzw. Periodika mit mindestens zwei Ausgaben jährlich) veröffentlichten Beiträge sollen ein Jahr nach der Erstveröffentlichung zweitveröffentlicht werden. Dies gilt nur, wenn die Beiträge „im Rahmen der Dienstaufgaben“ entstanden sind. Eine Hochschulsatzung dürfe auch vorschreiben, dass die Zweitveröffentlichung auf einem Repositorium zu erfolgen habe.
Die Universität Konstanz erließ am 10. Dezember 2015 als erste und bisher einzige Hochschule eine entsprechende Satzung, die die Pflicht zur Zweitveröffentlichung enthält.

### Rechtsstreit um die Zweitveröffentlichungspflicht
Gegen eine Pflicht zur Zweitveröffentlichung lassen sich unterschiedliche Argumente vorbringen. Beispielsweise wird durch die Zweitveröffentlichungspflicht der Grundsatz der Wissenschaftsfreiheit angegriffen und die Werkherrschaft in Frage gestellt, welche es einem Urheber gestattet, zu entscheiden, wo und wie er ein Werk veröffentlichen will. Ähnlich argumentiert z. B. der Heidelberger Appell von 2009, der einen Zwang zu Open-Access-Publikationsformen kritisiert.
Die Juristische Fakultät der Universität Konstanz klagte deshalb vor dem Verwaltungsgerichtshof Mannheim gegen die Zweitveröffentlichungspflicht. Laut den Richtern des Verwaltungsgerichtshofs sei zwar die Satzung der Universität Konstanz korrekt, allerdings gebe es Bedenken bezüglich des Landeshochschulgesetzes, das möglicherweise verfassungswidrig sei. Auf Grund dieser verfassungsrechtlichen Bedenken und da das Zweitveröffentlichungsrecht in den Bereich des Urheberrechts falle, für das der Bund zuständig ist, wurde das Verfahren weitergeleitet an das Bundesverfassungsgericht.